# تورنو رشو
تورنو رشو (به لاتین: Turnu Roșu) یک سکونتگاه مسکونی در رومانی است که در شهرستان سیبیو واقع شده‌است.

## خصوصیات
تورنو رشو ۲٬۶۲۷ نفر جمعیت دارد.